# Karkjärv
Karkjärv är en sjö i Överkalix kommun i Norrbotten och ingår i Kalixälvens huvudavrinningsområde. Sjön har en area på 0,705 kvadratkilometer och ligger 111 meter över havet. Karkjärv ligger i Torne och Kalix älvsystem Natura 2000-område.

## Delavrinningsområde
Karkjärv ingår i det delavrinningsområde (737620-179580) som SMHI kallar för Utloppet av Karkjärv. Medelhöjden är 130 meter över havet och ytan är 7,91 kvadratkilometer. Det finns inga avrinningsområden uppströms utan avrinningsområdet är högsta punkten. Vattendraget som avvattnar avrinningsområdet har biflödesordning 5, vilket innebär att vattnet flödar genom totalt 5 vattendrag innan det når havet efter 123 kilometer. Avrinningsområdet består mestadels av skog (73 procent) och sankmarker (12 procent). Avrinningsområdet har 0,71 kvadratkilometer vattenytor vilket ger det en sjöprocent på 8,9 procent.